# 정운찬
정운찬(鄭雲燦, 1947년 3월 21일~)은 대한민국의 경제학자이다. 제22대 한국야구위원회 총재, 제23대 서울대학교 총장을 지냈고, 최종적으로 제40대 국무총리를 지냈다.

## 학력
- 창경국민학교 졸업[3]
- 경기중학교 졸업
- 1965년 경기고등학교 졸업
- 1970년 서울대학교 경제학 학사
- 1972년 마이애미 대학교 대학원 경제학 석사
- 1976년 프린스턴 대학교 대학원 경제학 박사

### 명예 박사 학위
- 2004년 극동국립대학교 명예교육학 박사

## 생애
1947년 3월 21일, 충청남도 공주군에서 태어났다. 충청남도 공주 출신이다. 경기고등학교 졸업을 거쳐 서울대학교 경제학과에서 학사 학위를 취득했고, 1970년 한국은행에 잠시 재직하다가 미국으로 유학하여 마이애미 대학교에서 석사 학위 취득, 프린스턴 대학교에서 경제학 박사 학위를 받았다. 1978년에 모교인 서울대학교 경제학과 교수로 부임하여 재직했고, 2002년 7월에는 제23대 서울대학교 총장으로 취임하여 2006년 7월까지 지냈다. 이후 러시아 극동국립대학교(FENU)에서 명예 국제교육학 박사학위를 받았다. 평소 중앙은행 독립을 주장하였다.
대통령 취임 이전 노무현이 경제 개혁과 인사 문제에 대해 조언을 구했고, 노무현은 재정경제부 장관으로도 기용하려 했으나 정운찬은 이를 고사하고 김종인을 대신 추천했다.
제17대 대선에서 충청권 유력 후보로 거론되었지만 지지율 답보로 결국 출마하지 않았다.
이명박 정부에서 헌법재판소 자문위원을 지내고 대통령 소속 국가정보화전략위원회 공동위원장을 거쳐 2009년 9월 29일 국무총리로 국회 인준을 받고 부임했다. 진보적 경제학자이자 한때 이명박의 대항마로 떠올랐던 터라 정운찬의 총리취임을 놓고 반발이 있었다. 2010년 8월 세종시 수정안이 국회 부결 후 사퇴여론이 거세지자 총리직에서 중도사퇴했다. 2010년 12월 초대 동반성장위원장으로 위촉되었다. 2011년 3월에는 서울대학교 명예교수가 되었다. 
유학 시절에 야구를 즐긴 것으로 알려져 있는 정운찬은 교통방송의 프로 야구 개막전 라디오 중계 방송에 객원 해설자로 나오기도 했다. 2017년 11월 29일 제22대 KBO 총재로 추대되었다.

## 학자로서
학자로서의 성취도는 KCI급 논문은 9편, SSCI급 논문은 1편 등 교수로 임용 이후에도 보통 이상의 수준으로 볼 수 있다.
논문보다 더 중요한 그의 성취도는 현재 그가 대한민국에서 가지고 있는 거시경제학 계보의 시조로서의 위상. 대한민국 학부 수준의 경제학은 그의 스승인 조순과 더불어 그에게서 시작했다고 해도 과언이 아니다. 후술할 거시경제론의 초판부터 5판까지의 저자일뿐만 아니라, 그 이후의 판본 또한 그의 제자인 김영식 교수와 공저하는 등 학부 레벨의 경제학도들은 대부분 계보를 거슬러 올라가면 결국 정운찬으로 이어진다고 할 수 있다. 학자로서의 성취도는 거시경제론이라는 전 대학교에서 사용하는 교과서 하나만으로도 높다고 평가가 가능한 수준.
경제학적 계보는 스승인 조순과 마찬가지로 케인즈주의자로 분류된다. 정부의 개입을 반대하는 신자유주의와는 상반되는 성향. 이는 현재 그가 기고하고 있는 칼럼에서도 여실히 드러난다. 동반성장을 위해서는 현재 대한민국에 존재하는 부의 재분배가 필요하며 또한 재벌개혁이 필요하다고 주장한다.
또한 총장 시절에 신입생 세미나를 운영할 시 매번 5분 일찍 오고 5분 늦게 나갔으며, 그의 제자인 황종휴 강사에 의하면 불성실하거나 휴강이 잦지 않았다고 하는 등 지도교수 및 교수로서는 성실하다는 평가가 다수다.

## 사건과 논란
2009년 9월21일 총리인준 청문회가 시작된 이날 정세균 민주당 대표는 정운찬 후보자는 비리백화점이라며 국민을 대신해 철저히 검증할 것이라 밝혔다.
2009년 9월 21일 정운찬 국무총리 후보자는 "총리로 임명되면 대통령에게도 할 말은 할 것이며, 국민 여러분에게도 요구할 것은 요구할 것"이라고 밝혔다. 각종 도덕성 논란이 불거진 것과 관련 "남의 눈의 티끌은 대들보처럼 보면서 저의 눈의 대들보는 미처 보지 못한 것 같아 자괴감을 감출 수 없다”고 자책했다. 그는 “총리로서 일할 기회가 주어진다면 겸손한 마음으로 각계각층의 지혜와 경륜을 모으겠다. 원칙과 정도로 차근차근 문제를 풀어나가려고 한다”고 말했으며 "조화로운 사회로 발전해나가는 균형자로서의 역할에 매진하고자 한다"면서 "사회정의를 확립, 강자와 약자의 간격을 좁히고 `다름과 차이'를 존중하며 서로 배려하는 사회를 실현하는데 최선을 다할 것"이라고 강조했다. 하지만 검증 과정에서 까도까도 문제점이 나온다 해서 양파총리라는 비아냥도 듣게 되었다.

### 4대강
정운찬은 총리로 지명되면서 그동안의 소신을 일순간에 바꿔 논란이 되고 있다. 총리 임명 전에는 이명박 정부의 경제 정책 전반에 관하여 부정적인 발언을 하였다. 특히 4대강 사업에 대해서는 가시적 성과만 집착한다는 발언을 하였다. 그러나 지명 후에는 4대강 사업이 필요성 있는 사업이라고 말하는 등 기존의 소신을 바꿔 논란을 야기하였다.

### 세종시
청문회에서 정운찬은 "국토의 균형 발전이란 취지에는 동감하지만 세종시의 발전을 위해서는 자족 기능 강화 등 보완이 필요하다"는 소신을 굽히지 않았다. 이에 대해 민주당과 자유선진당 의원들은 이미 집행 중인 세종시 건설을 축소하려는 의도라며 강력하게 반발했다. 그리고 국회 인사청문회는 물론 국무총리실까지 세종시 수정 움직임이 보여 야당과 충청권의 반발이 더욱 더 커졌다. 그는 2010년 1월 세종시 수정안을 발표하면서 세종시 추진방안을 밝혔고 세종시 수정은 자신의 소신이라고 말했다.
2009년 11월 28일 정운찬 국무총리 등 세종시 민관합동위원회가 충청지역 민심을 파악하기 위해 세종시 예정부지 인근 지역을 찾았지만, 지역 주민들에게 `계란세례`를 받았다. '행정도시 사수 연기군 대책위원회'를 중심으로 한 주민들은 이날 집회에서 이명박 대통령과 정운찬 총리, 한나라당의 화형식을 가졌다. 성난 주민들은 “"정운찬을 때려 잡자", " 이명박을 탄핵하자” 등의 구호를 외치기도 했다. 정운찬 총리 등 민관합동위원회는 이날 행복도시청에서 오후 2시40분부터 40여분 간 충남 연기, 공주, 충북 청원 등지에서 온 주민대표 6명과 비공개 간담회를 가졌다. 정 총리는 간담회에 앞서 “(세종시를)대전 대덕 오송과 연계한 중부권 신성장 클러스터로 만들 것”이라며 “과학 교육 경제 녹색 등이 융복합돼 최상의 시너지 효과가 발생하는 신성장 거점으로 만들겠다”고 약속했다. 그는 이어 “세종시를 전면 백지화하거나, 축소하려고 하는 것이 아니다”며 지역민들의 이해를 구했다. 하지만, 이 같은 정 총리의 설득에도 불구하고 주민들은 간담회가 끝나고 난 오후 4시30분까지 시위를 계속했다. 황치환 행정도시 사수 대책위원회 사무처장은 “한마디로 말도 안되고 있어서도 없을 일을 정운찬씨가 하는 것”이라며 “연기군민들이 생존권도 걸려있고, 국가 정책만 믿고 지난 5년간 싸웠음에도 불구하고 거짓말로 이렇게 만드는 이명박 대통령과 정운찬 총리를 인정할 수 없다”고 목소리를 높였다. 한편, 이날 경찰은 정 총리 일행과 주민들과의 충돌을 막기 위해 43개 중대 4500명을 행복도시청 부근에 배치했다.

### 병역기피 의혹
야당 의원들이 1977년 고령(31세)을 사유로 정운찬이 소집을 면제받은 데 대해 병역기피 의혹을 제기했다. 정운찬은 대학 1학년이던 지난 1966년 보충역 판정을 받았으나 1968년 `부선망 독자'(아버지를 일찍 여읜 외아들)라는 이유로 한 차례 징병검사를 연기했고, 1970년에 재검을 받아 이듬해 재차 보충역으로 판정받았었다.
인사청문특위 민주당 간사인 백원우 의원은 정 후보자가 1977년 병역을 면제받기 이전인 1970년 미국 마이애미 대학교에 제출한 입학허가신청서에 `병역을 면제(exempted)받았다'고 기재했다고 주장하면서 "병역면제가 안됐는데 면제됐다고 하는 것은 서류 조작으로 해외유학을 통해 면제받고자 하는 의도가 있었다고 본다"고 공격했다. "지금 나와있는 의혹 수준만해도 과거엔 절대로 총리 지명자가 될 수 없었던 것"이라고 주장했다.
이에 대해 정운찬 총리후보자는 1970년 징병검사후, 병무청장의 국외유학 허가를 받아 적법하게 출국하였고 당시 병역법 제62조(1970년 12.31)에 의해 '국외 체재중인자는 방위소집 보류대상자'였으므로 국외유학종료시점까지(1978년 12월)까지 소집입영통지서가 발송되지 않았던 것으로 당시 병역법에 의해 합법적으로 면제를 받았다고 밝혔으며, 당시 인사청문회 증인으로 출석했던 병무청 담당국장도 법적 문제가 없음을 증언하였다('09.9.22(화) 국회인사청문회 회의록)
미국 마이애미대 입학허가서 '병역면제(exempted)'기재와 관련하여 입학허가서에 'I am exempted from military service'라고 기재한 것은 당시 '미국 군대에 갈 필요가 없다'는 의미로 표현한 것이지 한국군대를 의미한 것은 아니라고 해명하였고 이러한 내용은 인사청문회시 이혜훈 의원의 질의내용중 마이애미대 부르스코크 대학원장의 이메일 답변을 통해서도 확인되었다고 밝혔다 : It was in fact in reference to US military service rather than service in his own country.(이것은 미국 군대에 관한 것이지 한국 군대를 의미하는 것이 아니다, 마이애미대 부르스코크 대학원장 이메일 답변)('09.9.22 국회 인사청문회 회의록 5페이지)

### 위장전입
정운찬의 아내가 1988년 2월 주소지를 경기도 포천시 내촌면 마명리로 옮겼다가 같은 해 4월 다시 원래 주소인 서울 방배동으로 이전한 것은 위장전입이라는 게 야권의 의혹이나 앞서 정 후보자는 "포천에 땅이나 집을 산 적은 없고 한때 전원생활을 하려고 주소지를 잠깐 옮겼다가 포기한 것"이라는 취지로 해명했었다. 백원우 의원은 "두달간에 불과하지만 위장전입은 분명히 있었다"며 "이것은 시인하고 사과해야할 문제"라고 주장했다.

### 공무원법상 겸직 금지 위반
민주당 최재성 의원은 21일 국회에서 실시된 인사청문회에서 “(정운찬 당시 서울대 교수 가) 급여 명목의 돈을 받으면서 해당 행위에 대해 소속 기관장인 이장무 서울대 총장으로부터 겸직에 대한 허가를 공식적으로 받은 바 없다”고 말했다.
현행 국가공무원법 제64조는 “공무원은 공무 외에 영리를 목적으로 하는 업무에 종사하지 못하며 소속 기관장의 허가 없이 다른 직무를 겸할 수 없다”고 규정하고 있다. ‘국가공무원 복무규정’은 ‘계속적으로 재산상의 이득을 목적으로 하는 업무’를 영리업무로 규정하고 있다. 이에 앞서 정운찬은 지난 18일 국회에 제출한 서면질의 답변서에서 예스24 고문 활동에 대해 “학자로서 좋은 책을 널리 보급하는 일은 사회봉사의 일환으로 생각했고 ‘고문’은 경영에 참여하지 않고 자문에 응하는 자리로만 생각해 직을 수락했다”며 “당시 대학 사무국에 질의했는데 ‘승인 받을 필요가 없다’는 답변을 들은 것으로 기억한다”고 말했다. 그의 말대로라면 사회봉사 활동을 하면서 1년 9개월 만에 1억 원 가까운 돈을 벌었다는 것이 된다.
예스24 고문 활동 외에 다른 기업체에서는 활동하지 않았다고 밝혔으나, 속속 다른 기업체에서 활동했다는 증거가 발견되었다. 하나금융연구소 고문직을 겸직하며 연봉 1억 원을 받았으며, 2007년부터 2년 동안 일본의 정보통신 분야 대기업인 시에스케이(CSK)그룹의 연구기관인 지속성장연구소(CSK-IS) 이사로 재직했다. 한편 서울대 교무처 관계자는 “보통 교수들이 사외이사를 할 경우 겸직허가 신청을 내고 총장 허가를 받는데 정운찬 총리는 2007년과 2008년 겸직허가 신청을 낸 적이 없다”고 말했다.

### 731부대 발언
국회 대정부질문 이틀째인 2009년 11월 6일, 국회 본회의장 외교·통일·안보 분야 대정부질문에서 정운찬은 "731 부대는 항일 독립군 부대"이라는 발언을 하였다.
이러한 발언이 나오게 된 과정은 다음과 같다. 자유선진당 박선영 의원은 정 총리를 상대로 한 질의에서 '731 부대 항일 독립군 희생자 증빙 자료'란 명칭의 자료를 보여주며 한국인으로 밝혀진 이들은 항일 독립투사였다는 점을 밝힐 예정이었다. 이 과정에서 박 의원은 정 총리에게 '마루타'가 무엇인지 물어보자 "전쟁과 관련된 포로인 것 같다"는 답변을 하였고, 731 부대에 대해서 묻자 "항일 독립군인가요?"라며 말끝을 흐렸다.
이에 대해 민주당 송두영 부대변인은 논평을 내어 "너무 황당해 말문이 막힌다"고 개탄했으며, "국제 망신거리다. 외신에 보도될까 더욱 염려스럽다"라고 밝혔다. 정운찬은 후에 '항일독립군 부대를 괴롭히던...'이라고 말하는 사이 박의원이 말을 잘라 제대로 전달되지 못했다고 밝혔다.

### 인터넷 문화 비하 논란
2010년 5월 25일 서울시 중랑구 원묵고등학교에서 열린 특강에서 정운찬은 "문자로 인쇄된 신문을 보는 것이 인터넷보다 훨씬 유익하다"며 "인터넷 보급이 한국 문화의 수준을 상당히 떨어뜨리고 있다"고 말해 논란이 빚어졌다. 이에 대해 민주당 조대현 부대변인은 "세계적인 자랑거리인 우리나라의 인터넷 보급이 한국문화의 수준을 떨어뜨린다는 억지역설은 도대체 어디에 근거하는지 총리의 교양수준조차 의심하지 않을 수 없다"고 비판했다. 오마이뉴스는 "신문과 인터넷의 어떤 내용을 접하고 있는가에 따라 평가가 달리 나올 수 있다."며 발언에 더 신중을 가했어야 했다고 비판했다.

### 국사 시험 영어 논란
2011년 2월 17일 역사 교육의 필요성을 강조하면서 정운찬은 "대학입시에서 국사를 영어로 테스트해야 한다"고 발언해 네티즌들의 비판이 잇따랐다.

## 저서
- 2016년 《우리가 가야할 나라 동반성장이 답이다》“우리가 가야할 나라 동반성장이 답이다”. 2017년 1월 26일에 확인함.</ref>
- 2007년 《가슴으로 생각하라》ISBN 978-89-91274-17-4
- 2005년 《스무 살에 선택하는 학문의 길》ISBN 978-89-5733-052-4
《거시경제론》ISBN 978-89-91830-21-9
- 2003년 《화폐와 금융시장》ISBN 978-89-91830-15-8
《중앙은행의 이론과 실제》ISBN 978-89-85177-95-5
- 1999년 《한국경제 아직도 멀었다》ISBN 978-89-88138-08-3
《예금보험론》ISBN 978-89-521-0023-8
- 1998년 《통계학》ISBN 978-89-420-0536-9
- 1997년 《한국경제 죽어야 산다》ISBN 978-89-7327-132-0
- 1995년 《중앙은행론》
《금융개혁론》ISBN 978-89-18-13003-3

## 가족 관계
- 배우자: 최선주 (崔先珠, 1951년 7월 21일 ~ )
  - 아들 : 정준택 (鄭俊澤, 1978년 3월 9일 ~ )
  - 딸 : 정윤지 (鄭允智, 1983년 8월 14일 ~ )